# ふるさとの風 〜山口市民の歌〜
『ふるさとの風 〜山口市民の歌〜』（ふるさとのかぜ やまぐちしみんのうた）では、山口県の県庁所在地である山口市が制定した市民歌。作詞者は「山口市民」名義、作曲・編曲はちひろ。
1929年（昭和4年）に市制を施行した（初代）山口市からの累計では3代目、2006年（平成18年）に新設合併で成立した（3代目）山口市としては初の市民歌である。

## 解説
1929年（昭和4年）の市制施行以来、2回の新設合併を行って市域を拡大した山口市では、1944年（昭和19年）成立の（2代目）山口市において1951年（昭和26年）制定の初代「山口市民歌」、1962年（昭和37年）制定の2代目「山口市の歌」が制定されていた。
（2代目）山口市は平成の大合併において吉敷郡小郡町、秋穂町、阿知須町および佐波郡徳地町の4町と新設合併することが山口県央部1市4町合併協議会で取り決められ、市章・市旗は（2代目）山口市のものを継続使用することになったが市歌は「新市において調整する」として、4町が制定していた町民歌と合わせ合併当日を以て失効・廃止の扱いとなっている。
平成の大合併で新設合併方式を採った自治体では合併協議会の協定項目において「新市歌制定」を取り決める条項が含まれていても未着手のまま放置される自治体も珍しくない中、2006年（平成18年）1月1日に発足した（3代目）山口市では直ちに市民歌の制定作業へ着手し、有志により組織された市民団体「山口市民テーマソング制作委員会」が発足した。歌詞は懸賞募集を行ったが特定の入選作品は無く、複数の応募作品から抜粋したフレーズを制作委員会が編集する形で「山口市民」名義とされている。作曲・編曲は地元出身で県内を中心に活動するシンガーソングライターのちひろへ依頼され、本人が創唱を行った。

### 歌詞の増補
（3代目）山口市では市民歌の制定後、2010年（平成22年）に阿武郡阿東町を編入合併したが山口市・阿東町合併協議会では「山口市の例により調整する」として市民歌は「ふるさとの風」へ統一されることになったが、1989年（平成元年）7月制定の「阿東町民歌」廃止と引き換える形で「ふるさとの風」の歌詞を増補することになり、2月25日付で改訂版の歌詞が告示された。
市内では防災無線を通じ、18時の時報として「ふるさとの風」が演奏されている。